# Ramecourt, Vosges
Ramecourt là một xã ở tỉnh Vosges, vùng Grand Est, Pháp. Xã này có diện tích 3,26 kilômét vuông dân số năm 1999 là 175 người. Xã này nằm ở khu vực có độ cao trung bình 282 m trên mực nước biển.
Người dân địa phương danh xưng tiếng Pháp là Ramecurtiens.

## Biến động dân số
| 116                                          | 118 | 187 | 181 | 229 | 230 | 203 | 207 | 182 | 164 | 172 | 185 | 186 | 161 | 159 | 175 |
| Số liệu từ năm 1962: Dân số không tính trùng |     |     |     |     |     |     |     |     |     |     |     |     |     |     |     |